# Pes ro(c)ku
Pes ro(c)ku (v anglickém originále Rock Dog, v čínském originále 搖滾藏獒) je čínsko-americký animovaný komediální film režiséra Ash Brannona a napsaný Ashem Brannonem a Kurtem Voelkerem. Filmové hvězdy Luke Wilson, J. K. Simmons, Eddie Izzard, Lewis Black, Sam Elliott, Kenan Thompson, Mae Whitman, Jorge García a Matt Dillon.

## Obsazení
- Luke Wilson jako Bodi[2]
- Eddie Izzard jako Angus Scattergood[2]
- J. K. Simmons jako Khampa[2]
- Lewis Black jako Linnux[2]
- Kenan Thompson jako Riff[2]
- Mae Whitman jako Darma[2]
- Jorge Garcia jako Germur[2]
- Matt Dillon jako Trey[2]
- Sam Elliot jako Fleetwood Yak[2]

### Dabing
- Ondřej Brzobohatý jako Bodi
- Tereza Kerndlová jako Darma
- Libor Terš jako Germur
- Ondřej Hejma jako Trey